# A Taste of Honey (banda)
A Taste of Honey foi uma banda norte-americana de música disco, vencedora do Grammy Award de artista revelação de 1979.

## História
Em seu album de estreia de 1978, A Taste of Honey liderou as paradas americanas de pop, soul e disco com seu single Boogie Oogie Oogie. O grupo recebeu dois discos de platina pelo single e pelo álbum e se tornou o primeiro single certificado de platina na história da Capitol Records por vender mais de dois milhões de cópias. No ano seguinte a banda conquistou o Grammy Award de artista revelação, em 15 de fevereiro de 1979.

## Discografia
| 1978 | A Taste of Honey                          | 6  | 2  | 81 | 7 | - RIAA: Platina - MC: Platina | Capitol |  |  |  |  |  |  |  |  |  |  |  |  |  |  |  |
| 1979 | Another Taste                             | 59 | 26 | —  | — |                               | Capitol |  |  |  |  |  |  |  |  |  |  |  |  |  |  |  |
| 1980 | Twice as Sweet                            | 36 | 12 | —  | — |                               | Capitol |  |  |  |  |  |  |  |  |  |  |  |  |  |  |  |
| 1982 | Ladies of the Eighties                    | 73 | 14 | —  | — |                               | Capitol |  |  |  |  |  |  |  |  |  |  |  |  |  |  |  |
| 1984 | One Taste of Honey (Janice-Marie Johnson) | —  | —  | —  | — |                               | Capitol |  |  |  |  |  |  |  |  |  |  |  |  |  |  |  |